# Rauzan
Rauzan é uma comuna francesa na região administrativa da Nova Aquitânia, no departamento da Gironda. Estende-se por uma área de 6,52 km². Em 2010 a comuna tinha 1 248 habitantes (densidade: 191,4 hab./km²).